# Provincia de Bungo
La provincia de Bungo (豊後国 Bungo no kuni?) era una vieja provincia de Japón, que ahora es parte de la prefectura de Ōita.
Durante la Era Sengoku, Bungo fue gobernada por el clan Ōtomo. Sin embargo el clan cayó en decadencia, y la provincia fue dividida y repartida entre varios daimyō después de 1587.